# 沙曲

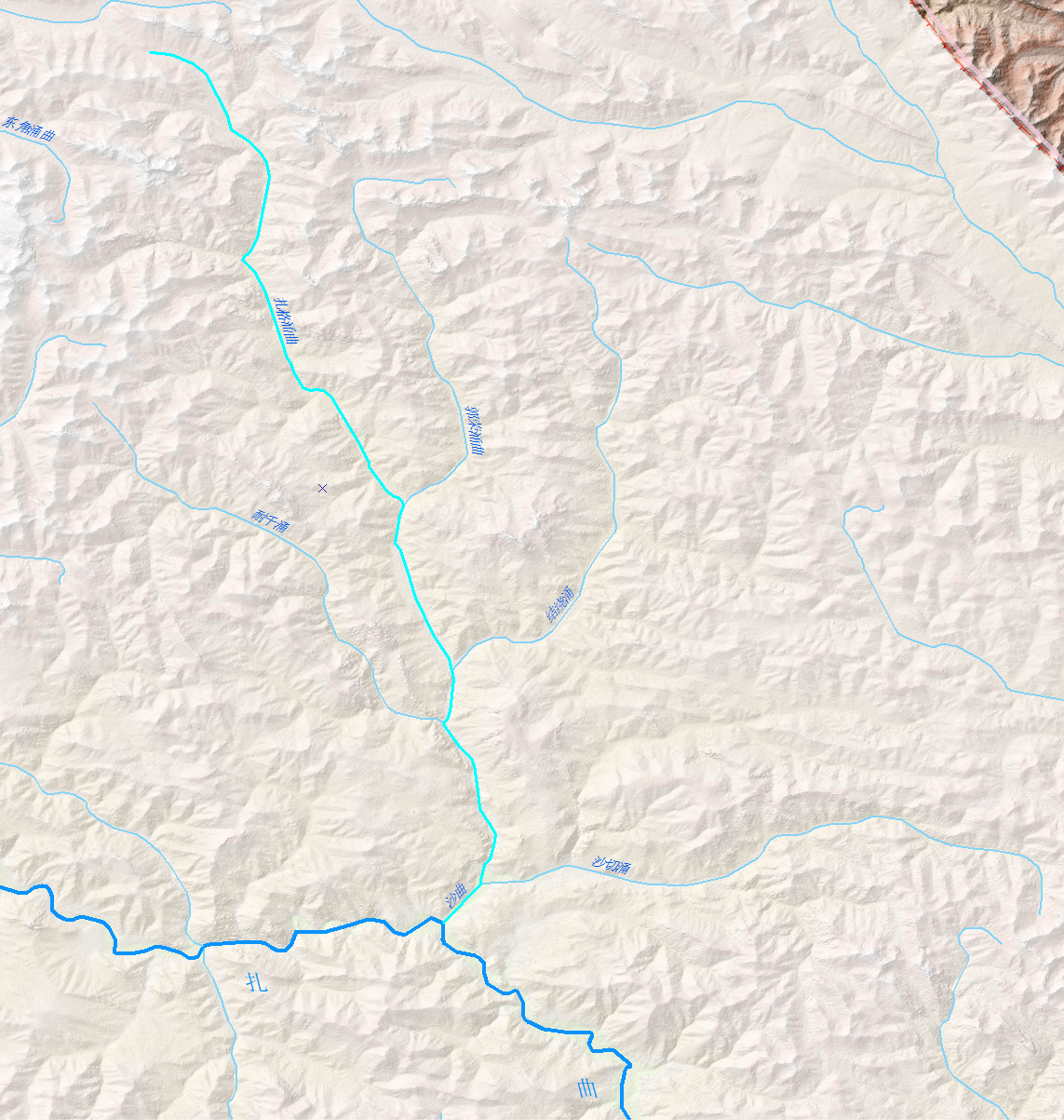
沙曲干流及主要支流示意图

沙曲位于中国青海省玉树藏族自治州杂多县东北部的一条河流，是澜沧江上游段扎曲的左岸支流。发源于藏西查牙本桑山西南1.5千米处，上游和中游称为扎格涌曲，东南流34.7千米，左纳结绕涌后转向南流，又10.87千米左纳沙切涌后始称“沙曲”，向西南于蒙扎赛山以西、萨呼腾镇多那村西南汇入扎曲。河流全长47.9千米，流域面积901平方千米。流域呈高山峡谷地貌，牧草生长良好，间有灌木丛，以畜牧业为主，人口稀少，牧帐多分布在河畔。流域内有煤炭资源。